# Grupo discreto
En matemáticas, un grupo discreto es un grupo G, provisto con una topología discreta. Con esta topología, G se convierte en un grupo topológico. Un subgrupo discreto de un grupo topológico G es un subgrupo H, cuya topología relativa es discreta. Por ejemplo, el conjunto de los números enteros, Z, forman un subgrupo discreto de los reales, R (con la topología métrica estándar), pero el conjunto de los números racionales, Q, no es un subgrupo discreto de R.
Cualquier grupo puede tener topología discreta. Ya que todo mapeo de un espacio discreto es continuo, los homomorfismos topológicos entre grupos distintos son exactamente los homomorfismos de grupos entre los grupos de base. Por lo tanto, hay un isomorfismo entre la categoría de grupos y la categoría de grupos discretos. Los grupos discretos por lo tanto, se pueden identificar con grupos subyacentes (no topológicos). Teniendo esto en mente, el término teoría de grupos discretos se utiliza para referirse al estudio de los grupos sin estructura topológica, en contraposición a la teoría de grupos topológicos o grupos de Lie. Están divididos, desde un punto de vista lógico y técnico, en teoría de grupos finitos y teoría de grupos infinitos.
Hay algunas ocasiones en que un grupo topológico o grupo de Lie está provechosamente dotado de la topología discreta, "contra natura". Esto sucede por ejemplo en la teoría de la compactación de Bohr y en la teoría de cohomología de grupos de los grupos de Lie.

## Propiedades
Ya que los grupos topológicos son homogéneos, solo es necesario mirar a un solo punto para determinar si el grupo topológico es discreto. En particular, un grupo topológico es discreto si y solo si el conjunto unitario que contiene la identidad es un conjunto abierto.
Un grupo discreto es lo mismo que un grupo de Lie cero-dimensional (los grupos discretos incontables no son segundo numerables así que los autores que requieren que los grupos de Lie satisfagan este axioma no consideran a estos grupos como grupos de Lie). El componente de identidad de un grupo discreto es el subgrupo trivial, mientras que el grupo de componentes es isomorfo con el propio grupo.
Puesto que la única topología de Hausdorff en un conjunto finito es la discreta, un grupo topológico de Hausdorff finito necesariamente debe ser discreto. De ello se desprende que todos los subgrupos finitos de un grupo de Hausdorff son discretos.
Un subgrupo discreto H de G es cocompacto si hay un subconjunto compacto K de G de tal manera que HK=G.
Los subgrupos discretos juegan un papel importante en la teoría de los grupos recubridores y los grupos localmente isomorfos. Un subgrupo discreto normal de un grupo conectado G necesariamente se encuentra en el centro de G y por lo tanto es abeliano.
Otras propiedades:
- Cada grupo discreto está totalmente desconectado
- Todos los subgrupos de un grupo discreto son discretos.
- Todos los grupos cocientes de un grupo discreto son discretos.
- El producto de un número finito de grupos discretos es discreto.
- Un grupo discreto es compacto si y solo si es finito.
- Cada grupo discreto es localmente compacto.
- Cada subgrupo discreto de un grupo de Hausdorff es cerrado.
- Cada subgrupo discreto de un grupo compacto de Hausdorff es finito.

## Ejemplos
- Los grupos de friso y los grupos cristalográficos planos (wallpaper groups, en inglés) son subgrupos discretos del grupo de isometría del plano euclidiano. Los grupos cristalográficos planos son cocompactos, pero los grupos de friso no lo son.
- Un grupo espacial es un subgrupo discreto del grupo de isometría del espacio euclidiano de una cierta dimensión.
- Un grupo cristalográfico por lo general es un subgrupo discreto, cocompacto de las isometrías de un espacio euclidiano. A veces, sin embargo, un grupo cristalográfico puede ser un subgrupo discreto cocompacto de un grupo de Lie resoluble o nilpotente.
- Todo grupo triangular T es un subgrupo discreto del grupo de isometría de la esfera (cuando T es finito), del plano euclidiano (cuando T tiene Z + Z subgrupos de índice finito), o del plano hiperbólico.
- Los grupos fuchsianos (o grupos de Fuchs) son, por definición, subgrupos discretos del grupo de isometría del plano hiperbólico.[2]
  - Un grupo fuchsiano que preserva la orientación y actúa en el modelo de semiplano superior del plano hiperbólico es un subgrupo discreto del grupo de Lie PSL(2,R), conservando el grupo de isometrías la orientación del modelo de semiplano superior del plano hiperbólico.

- - Un grupo fuchsiano es a veces considerado como un caso especial de un grupo kleiniano, incrustando el plano hiperbólico isométricamente en el espacio hiperbólico tridimensional y extendiendo la acción de grupo del plano a todo el espacio.
  - El grupo modular es un subgrupo discreto de PSL (2,R). El grupo modular es una red de PSL (2,R) y es cocompacto, esto es, el espacio cociente de la acción es de volumen finito.
- Los grupos kleinianos son, por definición, subgrupos discretos del grupo de isometría del 3-espacio hiperbólico. Estos incluyen a los grupos cuasi-fuchsianos.
  - Un grupo kleiniano que preserva la orientación y actúa sobre el modelo semiespacial superior del 3-espacio hiperbólico es un subgrupo discreto del grupo de Lie PSL(2,C), conservando el grupo de isometrías la orientación del modelo semiespacio superior del 3-espacio hiperbólico.
- Una red de un grupo de Lie es un subgrupo discreto tal que la medida de Haar del espacio cociente es finita.